# وهبي البوري
وهبي البوري (1916 - 7 يونيو 2010)، سياسي وأديب ومؤرخ ليبي.

## حياته
ولد في مدينة الإسكندرية بمصر في 23 يناير 1916  التي هاجر إليها والده بعد الاحتلال الإيطالي. عاد إلى بنغازي في عام 1920. التحق بمدرسة الفنون والصنائع إلى أن أتم فيها المرحلة الإعدادية، والتحق بعدها بالمدارس الإيطالية بالإسكندرية. عاد إلى بنغازي ثانية بعام 1931، ومنعته بعدها السلطة الحاكمة من العودة إلى مصر لإتمام دراسته،

## حياته السياسية
وفي عام 1935 عُيّن مستشارًا بالسفارة الليبية بالقاهرة. ظلّ في مصر حتى عام 1939 عندما عُرض عليه العمل في طنجة وذلك لتدريس اللغة العربية في المدارس الثانوية الإيطالية. وبعد دخول إيطاليا في الحرب العالمية الثانية طلبت منه وزارة الخارجية الإيطالية العمل بالقسم العربي في وزارة الثقافة، وبعد سقوط بينيتو موسوليني وهزيمة إيطاليا بالحرب دعاه مفتي فلسطين ورئيس الهيئة العربية لفلسطين فعمل معهم في روما، وأسند إليه إدارة مكتب أنباء فلسطين الذي يزود الصحف المصرية بالأخبار. وفي عام 1947 عاد إلى ليبيا، وتقلد بعدها عدة مناصب في وزارة الخارجية، حيث عُيّن وكيلًا لوزارة الخارجية في عام 1965، ثم وزيرًا للخارجية في عام 1957، ثم مندوبًا لليبيا لدى الأمم المتحدة وذلك عام 1963. في عام 1979 عُيّن مستشارًا للعلاقات الدولية في منظمة الدول العربية المصدرة للنفط - أوابك في الكويت إلى أن تقاعد عن العمل وانصرف إلى الكتابة والتأليف.

## روابط خارجية
- وهبي البوري على موقع مونزينجر (الألمانية)